# Масе (Польща)
Масе (пол. Masie) — село в Польщі, у гміні Моньки Монецького повіту Підляського воєводства.
Населення — 115 осіб (2011).
У 1975—1998 роках село належало до Білостоцького воєводства.

## Демографія
Демографічна структура станом на 31 березня 2011 року:
|          | Загалом | Допрацездатний вік | Працездатний вік | Постпрацездатний вік |
| -------- | ------- | ------------------ | ---------------- | -------------------- |
| Чоловіки | 58      | 11                 | 39               | 8                    |
| Жінки    | 57      | 10                 | 30               | 17                   |
| Разом    | 115     | 21                 | 69               | 25                   |